# Blue Obsessions
Blue Obsessions (Obsessed o Anna Obsessed) è un film porno-thriller statunitense del 1977 diretto da Martin & Martin, e scritto da Piastro Cruiso.
Distribuita nel periodo della cosiddetta Golden Age of Porn negli anni settanta, nel 2001 la pellicola è stata inserita nella XRCO Hall of Fame.

## Trama
Anna Carson si risveglia da un incubo ricorrente e in seguito fa sesso insoddisfacente con suo marito, un uomo d'affari di nome David, mentre uno sconosciuto li osserva attraverso la finestra del soggiorno. La mattina dopo, Anna e David discutono delle lunghe ore di lavoro di David e di quanto sia diventata stantia la loro vita sessuale. Anna poi guida fino in città, seguita dal voyeur, mentre dall'autoradio ascolta dello stupratore assassino di Long Island, un serial killer che ha violentato e ucciso donne e bambini. In una stazione ferroviaria, Anna incontra Maggie Ronson, una fotografa che in seguito la rintraccia in un salone di bellezza, per restituirle un diario che Anna aveva lasciato cadere.
A casa, Anna e David discutono del loro matrimonio fallimentare prima che David si rechi al lavoro, dove invita a cena la propria segretaria. Mentre una sera è fuori a fare shopping, Anna viene aggredita sessualmente dall'assassino stupratore di Long Island. Dopo che Maggie l'ha invitata a casa sua, Anna si confida con lei di essere stata aggredita, e le due iniziano una relazione saffica, mentre David inizia una relazione extraconiugale con la segretaria. L'assassino stupratore di Long Island continua a perseguitare Anna, le ruba oggetti come foto e biancheria intima e ha fantasie erotiche su di lei.
Anna copula con David e in seguito gli racconta di come crede che Maggie possa aiutare la loro relazione in crisi. L'assassino di Long Island viene mostrato mentre distrugge con rabbia una fotografia di Anna, che cena con David e Maggie. Dopo la fine del triangolo amoroso, Maggie si rivela essere il mostro di Long Island e spara a David e Anna. La polizia arriva e, mentre arrestano l'apparentemente catatonica Maggie, lei spara a un detective e viene a sua volta abbattuta da una raffica di colpi di arma da fuoco.

## Produzione
Le riprese di Blue Obsessions durarono una decina di giorni. Originariamente il film venne distribuito nelle sale statunitensi con il tiolo Obsessed, ma il riscontro al botteghino fu scarso e quindi la produzione decise di rimontare il finale e ridistribuì la pellicola come Anna Obsessed. Leslie Bovee, C.J. Laing e Sharon Mitchell furono tutte prese in considerazione per il cast del film. Inoltre, Robert Kerman avrebbe dovuto interpretare David mentre Gloria Leonard era stata contattata per il ruolo di Maggie. La Bovee, che avrebbe dovuto interpretare Anna, decise alla fine di rinunciare al progetto in quanto pensava che la commistione di sesso e violenza presente nella storia fosse "irresponsabile". Quindi John Leslie suggerì Constance Money per la parte di Anna. Fu lo sceneggiatore Piastro Cruiso ad interpretare l'assassino nel film, indossando una parrucca e una calza collant sul viso in modo da poter passare per Annette Haven.

## Accoglienza
Adam Film World assegna al film un voto di 4 su 5 mentre Hustler Erotic Video, un 3 su 4. Peter Warren della rivista AVN diede al film un voto di 4 su 5, scrivendo: "È ben recitato e diretto, e diventa sempre più emozionante quando Money inizia una relazione lesbica con Haven". Justin McKinney di The Bloody Pit of Horror, che diede un giudizio di 2.5 su 5 focalizzandosi più sugli aspetti horror del film, scrisse: "Per quanto riguarda il porno, non troppo male. C'è un buon rapporto trama/sesso, un finale elegante (anche se brusco) e una recitazione sopra la media (per il porno) da parte di Leslie e Haven. Money, d'altra parte, non è un granché come attrice anche per gli standard del porno e sembra molto svogliata per tutto il tempo. La maggior parte delle cose raccapriccianti si verificano fuori dallo schermo, anche se alla fine c'è un po' di violenza".